# チューリング・パターン

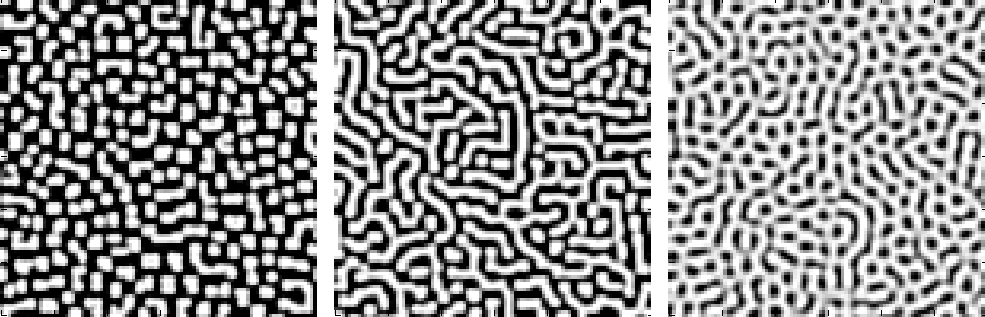
チューリングパターンの例

チューリング・パターン（Turing Pattern）とはイギリスの数学者アラン・チューリングによって1952年に理論的存在が示された自発的に生じる空間的パターンである。

## 概要
2変数の連立偏微分方程式を考える。
{\displaystyle {\begin{aligned}{\frac {\partial u}{\partial t}}&=f(u,v)+D_{u}\nabla ^{2}u,\\{\frac {\partial v}{\partial t}}&=g(u,v)+D_{v}\nabla ^{2}v\end{aligned}}}
ただし{\displaystyle u\equiv u({\boldsymbol {r}},t)}, {\displaystyle v\equiv v({\boldsymbol {r}},t)} で、{\displaystyle f}, {\displaystyle g} は反応項、{\displaystyle D} は拡散係数、{\displaystyle \nabla ^{2}} はラプラシアンである。
このような形の方程式は一般に反応拡散方程式と呼ばれる。チューリングは1952年、2つの拡散係数{\displaystyle D}が大きく異なり反応項{\displaystyle f}、{\displaystyle g}が一定の条件を満たすとき、上記の方程式系で空間的パターンが自発的に生じることを証明した。このような自発的パターン形成は特定の波数の不安定化が原因であるがこの不安定性を拡散誘導不安定（もしくはチューリング不安定）と呼ぶ。
チューリングの関心はこの方程式系を用いて生物の形態形成を説明することにあったが、長らく生物学に影響を与えなかった。しかし1995年に近藤滋によってタテジマキンチャクダイの体表面の模様がチューリングパターンであることが実験的に確認されるなど、近年再評価されている。